# Alfa Romeo SZ
Alfa Romeo SZ (Sprint Zagato) або ES-30 (Experimental Sportscar 3.0 litre, Експериментальний Спорткар 3.0 літри) — задньоприводний Спорткар, що виготовлявся обмеженим тиражем з 1989 по 1991 рік завдяки співробітництву між Centro Stile Zagato, Centro Stile Alfa Romeo та Centro Stile Fiat. Уперше його було показано у 1989 році на Женевському автосалоні, як прототип від Zagato.
Загалом виготовили 1 036 екземплярів SZ та 278 екземплярів RZ.

## Опис

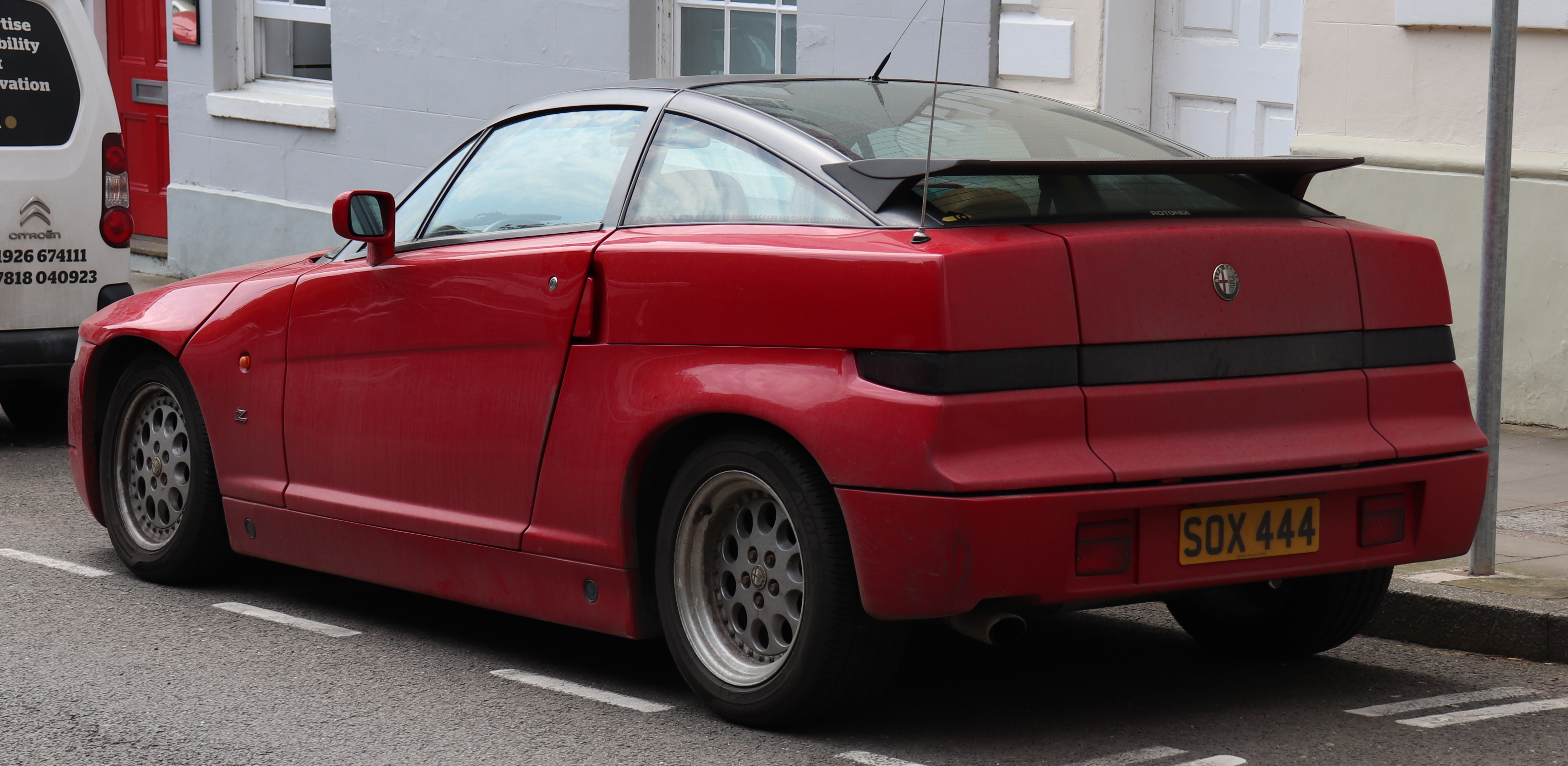
Alfa Romeo SZ ззаду

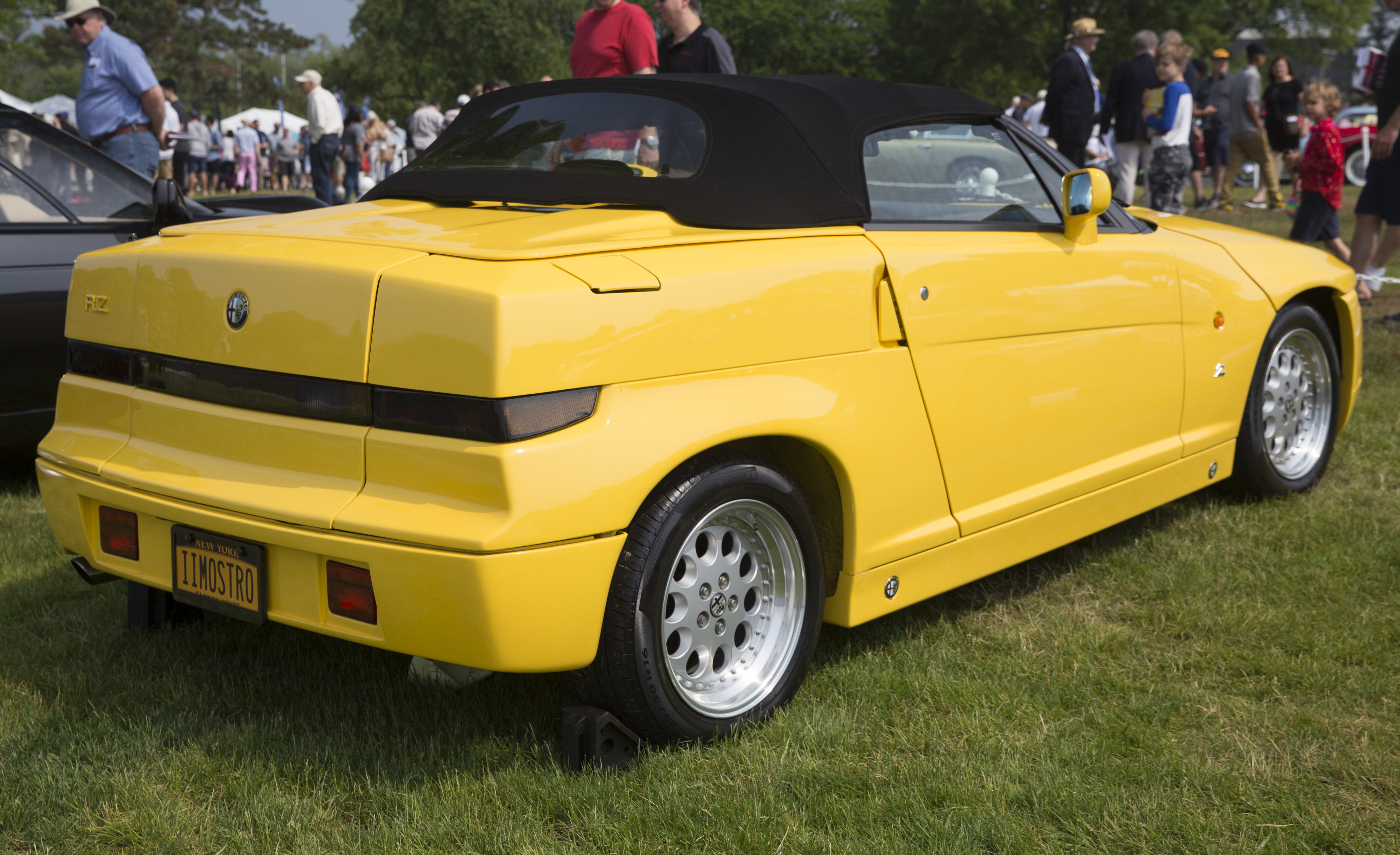
Alfa Romeo RZ ззаду

Роберт Оспрон із дизайн-студії Fiat був відповідальний за початкові нариси, а Антоніо Кастеллана в основному відповідав за деталі та інтер'єр. Вкладом від Zagato є тільки деякі деталі попереду, позаду і логотип «Z» на передніх крилах.
Механічно цей автомобіль базується на основі Alfa Romeo 75, виробляла його Zagato у Арезе, неподалік від заводу Alfa Romeo у Мілані. Кузовні панелі були вироблені із композитних матеріалів методом термопластичного лиття під тиском компаніями Carplast (Італія) та Stratime (Франція), що допомогло заощадити близько 150 кг.
Підвіска була взята від гоночної Alfa Romeo 75 групи A/IMSA, і модифікована Джорджіо Піантою, інженером та керівником технічної ралійної команди Lancia та Фіат. Гідравлічна амортизаційна система була зроблена компанією Koni. Alfa Romeo SZ комплектувалася шинами Pirelli P Zero (попереду 205/55 ZR 16, позаду 225/50 ZR 16) і була спроможна витримувати понад 1.4 G у повороті, що було рекордом на той час для дорожніх автомобілів і наразі залишається одним із найвищих показників.
Також був створений кабріолет, Alfa Romeo RZ (від Roadster Zagato), що вироблявся з 1992 до вересня 1993 року.

## Технічні характеристики
- Двигун: 3,0  V6 12v (2959 см³), 210 к.с. на 6200 об/хв, 245 Н·м на 4500 об/хв
- Заявлена максимальна швидкість — 245 км/год, але є зареєстровані випадки більшої швидкості — до 275 км/год[2]
- Із двома пасажирами та багажем 50 кг розгін до 100 км/год займає менше семи секунд
- SZ: тільки одна кольорова схема: червоний/сірий
- Один чорний для Андреа Загато
- RZ: тільки три кольорові схеми: червона, жовта і чорна
- Три сріблясті, один перламутровий білий
- Було вироблено 1035 SZ (заплановано 1000), близько ста експортовано у Японію
- Було вироблено 278 RZ (заплановано 350)